# Stanisław Dziewiszek

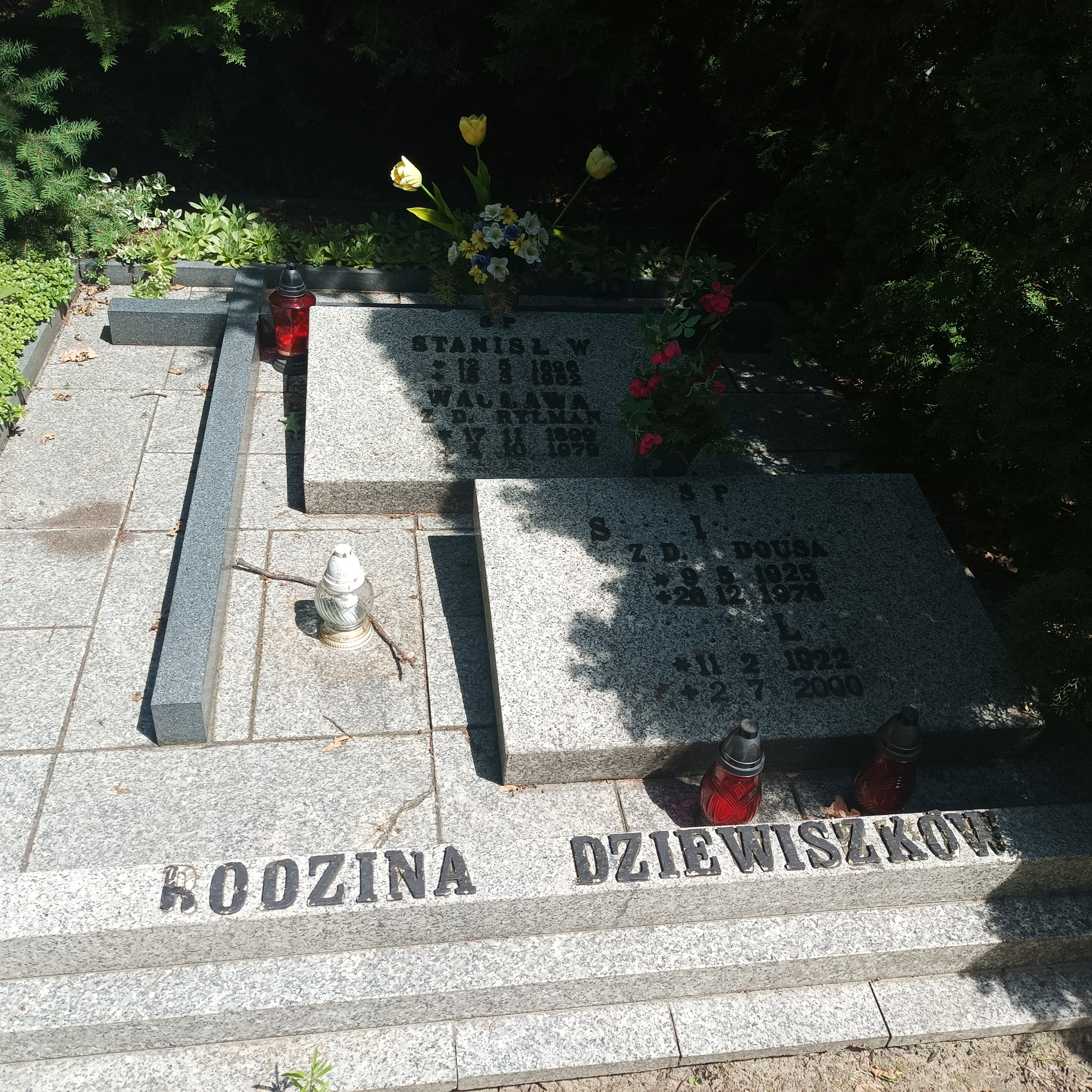
Grób Stanisława Dziewiszka na Cmentarzu Grabiszyńskim

Stanisław Dziewiszek (ur. 12 maja 1896 w Rycicach, zm. 18 marca 1962 we Wrocławiu) – major dyplomowany artylerii Wojska Polskiego, działacz niepodległościowy, kawaler Virtuti Militari.

## Życiorys
Urodził się 12 maja 1896 we wsi Rycice, w ówczesnym powiecie nowoaleksandryjskim guberni lubelskiej, w rodzinie Stanisława i Heleny z Mejerów.
W kwietniu 1928 został przeniesiony z 9 dywizjonu artylerii konnej w Baranowiczach do kadry oficerów artylerii z równoczesnym przydziałem do składu osobowego inspektora armii we Lwowie na stanowisko oficera ordynansowego. W lipcu 1929 razem z inspektorem armii gen. dyw. Mieczysławem Norwid-Neugebauerem został przeniesiony do Torunia. 5 stycznia 1931, po ukończeniu kursu próbnego, został przydzielony do Wyższej Szkoły Wojennej w Warszawie, w charakterze słuchacza kursu 1930/1932. 1 listopada 1932, po ukończeniu kursu i otrzymaniu dyplomu naukowego oficera dyplomowanego, został przydzielony do Brygady Kawalerii „Poznań”. W czerwcu 1934 został przeniesiony do 8 pułku artylerii lekkiej w Płocku z pozostawieniem na kursie w Szkole Strzelań Artylerii w Toruniu. Później w tym pułku został wyznaczony na stanowisko dowódcy dywizjonu. Na stopień majora został awansowany ze starszeństwem z dniem 1 stycznia 1936 i 39. lokatą w korpusie oficerów artylerii. W marcu 1939 pełnił służbę w Inspektoracie Obrony Powietrznej Państwa na stanowisku kierownika referatu w wydziale artylerii przeciwlotniczej.
Po zakończeniu II wojny światowej został zarejestrowany w jednej z rejonowych komend uzupełnień.
Zmarł 18 marca 1962 we Wrocławiu. Pochowany na Cmentarzu Grabiszyńskim (pole 1-rz. 3 od ogrodzenia-gr. 127).

## Ordery i odznaczenia
- Krzyż Srebrny Orderu Wojskowego Virtuti Militari nr 3138 – 3 lutego 1922[12][13]
- Krzyż Niepodległości – 6 czerwca 1931 „za pracę w dziele odzyskania niepodległości”[14]
- Krzyż Walecznych „za czyny męstwa i odwagi wykazane w bojach toczonych w latach 1918–1921”
- Złoty Krzyż Zasługi – 10 listopada 1938 „za zasługi w służbie wojskowej”[15]
- Srebrny Krzyż Zasługi[9]
- Odznaka Pamiątkowa Generalnego Inspektora Sił Zbrojnych – 12 maja 1936
- Odznaka Pamiątkowa Więźniów Ideowych[1]